# 夏格巴·旺秋德丹

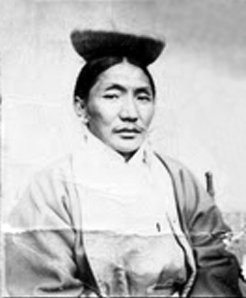
夏格巴，1947/1948

夏格巴·旺秋德丹（藏語：ཞྭ་སྒབ་པ་བདེ་ལྡན་དབང་ཕྱུག，威利转写：zhwa sgab pa dbang phyug bde ldan，THL：Shakabpa Wangchuk Deden；1907年1月11日—1989年2月23日），西藏贵族，噶厦官员、学者。1939年至1951年擔任西藏噶厦政府孜本（财政部長）。1959年至1966年擔任第十四世達賴喇嘛驻印度新德里的代表。1967年出版《西藏政治史》；這是藏人以英語書寫的第一本西藏政治史。

## 生平
夏格巴生于西藏。其父夏格巴·扎西彭措曾任拉萨米本（即拉萨市长）。他也是原噶伦赤门·罗布旺杰之侄。1930年，23岁的夏格巴进入噶厦的金库任职。1939年，出任西藏噶厦孜本（藏語：རྩིས་དཔོན，威利转写：tsi dpon，THL：Tsepon），负责财政事宜，一直任至1950年。曾经于1914年参与签署《西姆拉条约》的赤门·罗布旺杰积极鼓励他研究西藏历史，并于1931年将自己私人收藏的许多西姆拉会议的文件交给了他，这些文件显示了藏方如何应对中华民国政府对西藏地位的描述。

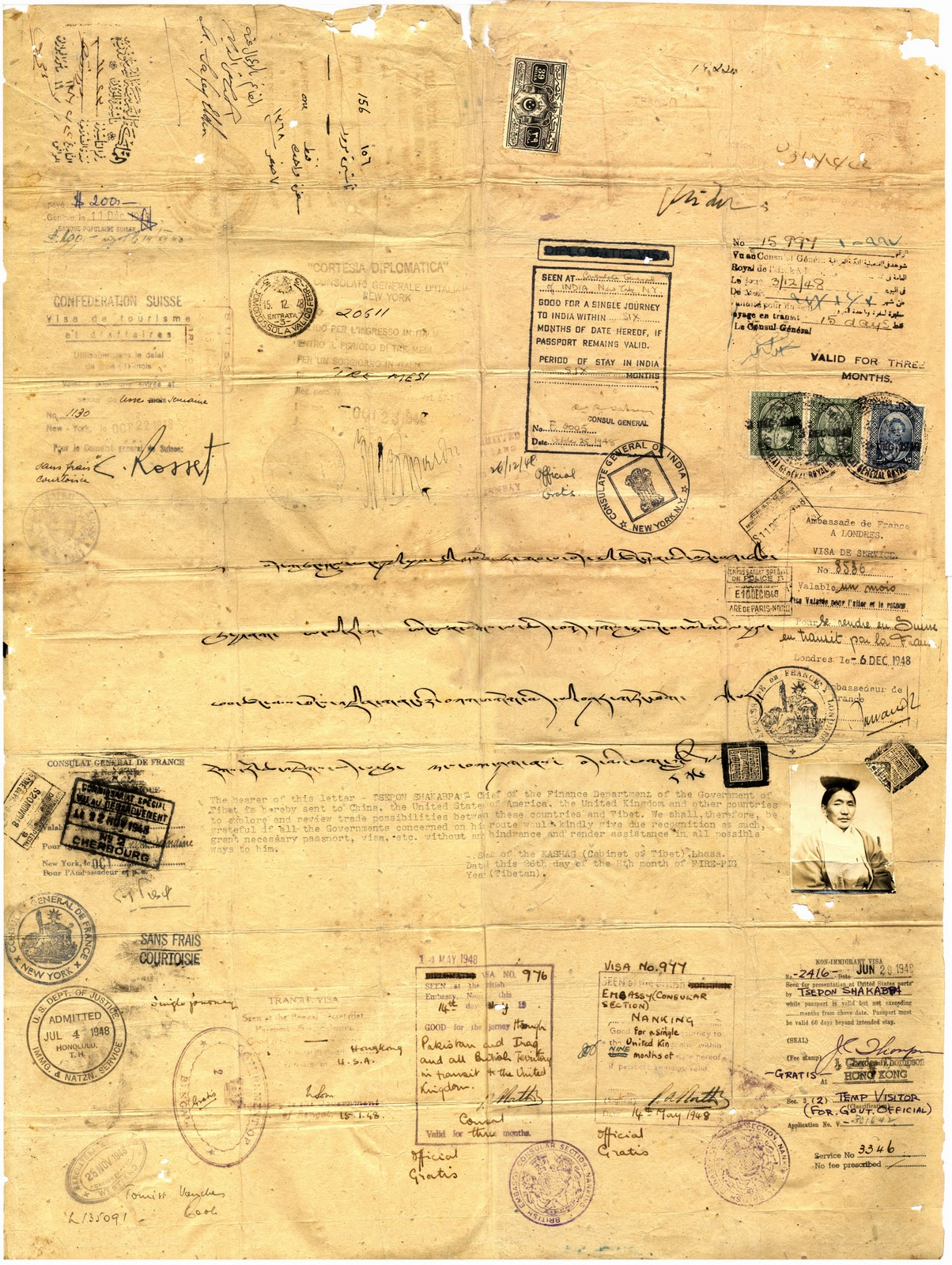
藏历火猪年8月26日（1947年10月10日）签发的夏格巴的西藏護照

从1947年底到1949年初，夏格巴作为噶厦孜本暨财政事宜负责人，被噶厦派为西藏商务代表团团长，率团访问了印度、中国南京、美国、英国、法国、瑞士、意大利，寻求和各国特别是美国签订贸易条约的可能性，并向外界宣示独立，以争取各国支持。1947年6月，西藏噶厦通知中华民国国民政府蒙藏委员会称，拟向英国和美国派遣西藏贸易代表团，以促进西藏对外贸易。但实际上该代表团对外称“西藏印英美中贸易访问团”，将中国当作外国对待。
1947年11月，西藏噶厦正式派出了夏格巴所率的该代表团。代表团首先于1947年11月到印度，但与印度总理尼赫鲁的谈判陷入僵局，而中华民国驻印度使馆则事先通知美国、英国驻印度使馆，要求他们不得在中国政府未同意的情况下给予该代表团入境签证。该代表团不得不随即赴南京向国民政府请求发给中华民国护照，并给予外汇。蒋介石希望代表团参加即将召开的行宪国民大会，并且批示在未参加行宪国民大会前，不能给该代表团护照与外汇。但经过代表团游说，最终国民政府向其发放了中华民国护照，并给予外汇。然而，代表团并未领取中华民国护照，而是用噶厦所發給的西藏护照访问各国，以证明西藏的独立国家地位。

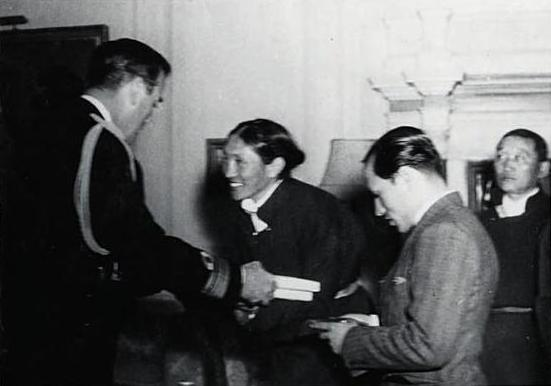
夏格巴1948年與印度副王蒙巴頓伯爵會面

1948年5月14日，英国驻华大使施諦文在南京接见了该代表团，并在他们所持的西藏护照上签发了英国签证。代表团到达香港后，又获得了美国驻香港总领事馆在西藏护照上签发的美国签证。中华民国国民政府随即通过外交途径向英国和美国提出交涉。在接待该代表团时，美国、英国等国均未将该代表团作为一个政治实体的官方代表团对待。夏格巴曾经在1967年出版的《西藏政治史》一书中刊登过自己这张西藏噶厦颁发的西藏护照，后来该护照原件于2003年在尼泊尔被重新发现。该护照上有印度、美国、英国、法国、意大利、瑞士、巴基斯坦、伊拉克、英属香港的签证或入境贴，但没有中国的签证。其中一些签证提到了夏格巴的官方身份，比如“Diplomatic courtesy, Service visa, Official gratis, Diplomatic visa, For goverment official”。流亡政府曾经拿夏格巴当年出访时所持的这张西藏护照作为证据，证明20世纪中期西藏是一个独立国家。

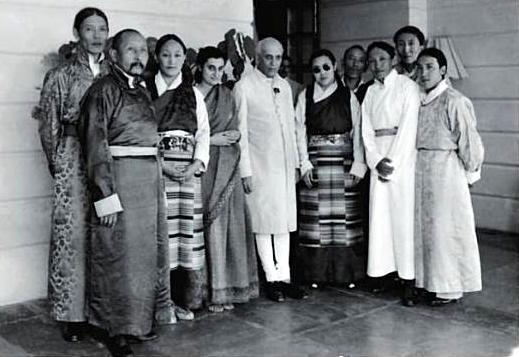
1950年西藏赴印代表團與印度總理尼赫魯在新德里的住所會面。前排（從左到右）：代表團員孜恰堪窮土登傑布，夏格巴的妻子，英迪拉·甘地，尼赫魯總理，次仁卓瑪（第十四達賴喇嘛的妹妹），夏格巴，代本達拉·平措扎西（次仁卓瑪的丈夫）。後排左邊是札薩車仁·晉美。

1949年至1950年，中国人民解放军攻占安多地区（即青海省）、康区东部（西康省东部等地），逼近西藏。夏格巴和孜恰堪窮敏珠布·土登杰布等人被噶厦派为特使，组成“西藏派赴中国外交代表团”，准备赴北京向中华人民共和国中央人民政府宣示独立。1950年1月14日，夏格巴被派为特使，3月抵达印度首都新德里，在同印度总理尼赫鲁会面后，于3月15日致函中华人民共和国驻印度外交机构，宣布独立，要求在香港同中华人民共和国中央政府代表开展和谈。5月28日，中华人民共和国中央人民政府秘书长林伯渠复函，要求其以西藏地方政府派至中央人民政府商谈西藏地方事件的代表团身份进行和平解放西藏的谈判，地点必须在北京。6月，朝鲜战争爆发，夏格巴同美国驻印度大使韩德逊会见，寻求军事支持。8月21日，中央人民政府政务院总理周恩来亲自指示，欢迎夏格巴尽快去北京谈判。但是最终由于英国拒绝给与夏格巴赴香港的签证，夏格巴最终未能成行，后滞留印度，此后长期驻噶伦堡。1950年代中期，他和达赖喇嘛的两个哥哥嘉乐顿珠、土登晋美诺布共同致力于整合独立运动的各派力量。
1959年藏区骚乱，达赖喇嘛率大批藏民流亡印度，夏格巴接受任命为达赖驻新德里的代表，并负责组织西藏福利会，以安顿西藏难民。1959年底，奉命前往美国纽约市，希望促使联合国关注西藏形势。1963年，夏格巴辞去在流亡政府的职务，寓居美国耶鲁大学，致力于《西藏政治史》一书的撰写和翻译工作，该书英文版Tibet: A Political history1967年由耶鲁大学出版社出版。夏格巴在该书中认为中国和西藏的历史关系奠基于成吉思汗创立的上师和护法（mchod gnas dang yon bdag）模式，其中“喇嘛充当成吉思汗的上师，而成吉思汗则充当喇嘛的护法。” 而西藏“只是在1951年藏军全军覆没之后才被强行纳入中国”。该书的藏文最终版本于1976年在印度新德里出版。歐美歷史學者讚揚本書對西藏歷史的貢獻，中国藏学家則對此書採取批判態度。
夏格巴·旺秋德丹曾经先后住在印度新德里、噶伦堡、美国曼哈顿。1989年，夏格巴·旺秋德丹在美国得克萨斯州科珀斯克里斯蒂的一个儿子家病逝。

## 著作
- Buddha's Relics in Tibet, Baptist Mission Press, Calcutta 1951.
- . Yale University Press. 1967年. ISBN 978-0-9611474-1-9.
  - 中譯本 (PDF). 由李有义翻译. 中国社会科学院民族研究所历史研究室藏族史组. 1978年. OCLC 122853669.
- . Kalimpong: Shakabpa House. 1976年 （藏语）.
  - 英譯本. 由Derek F. Maher翻译. BRILL. 2009年. ISBN 9789004177321.[1][22]
- Tibet, in Encyclopædia Britannica, 15th. ed. 1977.
- . Kalimpong, India: Shakabpa House. 1982年. LCCN 82901896. OCLC 11969834 （藏语）.
- (with Yongten Gyatso)The Nectar of the Immortal Gods Inducing Recollection in the Brethren Living at Home in the Three Provinces of Tibet and Living in Exile,(藏文16頁小冊子), 1988.[23]
- T.Tsepal Taikhang (编).  [A Brief History of Ancient Monasteries and Temples in Tibet]. Varanasi: Wangchuk Deden Shakabpa Memorial Foundation. 2002年  [2024-08-07]. （原始内容存档于2025-01-22） （藏语）.

## 收藏文本
- T. Tsepal Taikhang (编).  [Rare Tibetan historical and literary texts from the library of Tsepon W. D. Shakabpa]. New Delhi: Taikhang. 1974年 （藏语）.

## 口述歷史
- . Library of Congress Asian Division.   [2024-08-07]. LCCN 2020705901. （原始内容存档于2025-02-14）.